# James Arthur Beckford
Pour les articles homonymes, voir Beckford.
Cet article concerne le sociologue. Pour l'athlète, voir James Beckford.
James Arthur Beckford (1er décembre 1942 – 10 mai 2022)  est un sociologue  des religions britannique. Il est professeur à l'université de Waarwick jusqu'en 2008. Il s'intéresse à la sociologie religieuse et notamment aux nouveaux mouvements religieux.

## Biographie
James Beckford fait ses études à l'université de Reading dont il est diplômé en études françaises en 1965. Il obtient son doctorat en 1972 avec une thèse sur les Témoins de Jéhovah. Il enseigne à l'université de Reading, de Durham puis aux États-Unis, à l'université Loyola de Chicago. Il rejoint l'université de Warwick en 1989 puis il prend sa retraite académique en 2008. Il a fondé le groupe d'étude sur la sociologie de la religion de l'Association britannique de sociologie en 1975, dont il est président de 1978 à 1983. De 1982 à 1983, Beckford a été Senior Fulbright Fellow à l'université de Californie à Berkeley. Il est président en 1988-1989, de l'Association de sociologie des religions, et de 1999 à 2003, président de la Société internationale de sociologie des religions (ISSR-SISR). Il est professeur invité à l'École des hautes études en sciences sociales en 2001, et à l'École pratique des hautes études en 2004.
Beckford est rédacteur en chef de Current Sociology de 1980 à 1987, vice-président des publications de l'Association internationale de sociologie de 1994 à 1998 et membre du comité de rédaction du British Journal of Sociology depuis 1998. Il a présidé le comité de gestion d'INFORM, une organisation caritative britannique créée par la sociologue Eileen Barker avec le soutien des principales églises britanniques pour fournir au public des informations sur les nouveaux mouvements religieux, et a été co-vice-président du conseil d'administration de l'organisation.
Il est membre de la British Academy (2004), docteur honoris causa de l'université de Lausanne (2014) et reçoit en 2017 le Lifetime Achievement Award de l'Association for the Sociology of Religion.

## Activités de recherche et éditoriales
Il publie un ouvrage tiré de sa thèse doctorale sur les Témoins de Jéhovah, The Trumpet of Prophecy (1975). Il oriente ses recherches vers les nouveaux mouvements religieux et les réponses qu'ils suscitent de la part de la société dans son ensemble, et publie Cult Controversies: Societal Responses to New Religious Movements.

## Publications
- Religious Organization (1974)
- The Trumpet of Prophecy. A Sociological Analysis of Jehovah's Witnesses (1975)
- Cult Controversies: The Societal Response to New Religious Movements (1985)
- (dir.) New Religious Movements and Rapid Social Change (1986), SAGE Publications & UNESCO.
- Religion and Advanced Industrial Society (1989)
- (co-dir.) The Changing Face of Religion (1989)
- Religion in Prison. Equal Rites in a Multi-Faith Society (1998, avec Sophie Gilliat)
- (dir.) Secularization, Rationalism and Sectarianism (1999)
- Social Theory and Religion (2003)
- (dir.) Challenging Religion (2003)
- Muslims in Prison: Challenge and Change in Britain and France (2005)
- (dir.) Theorising Religion: Classical and Contemporary Debates (2006)